# Ustertag

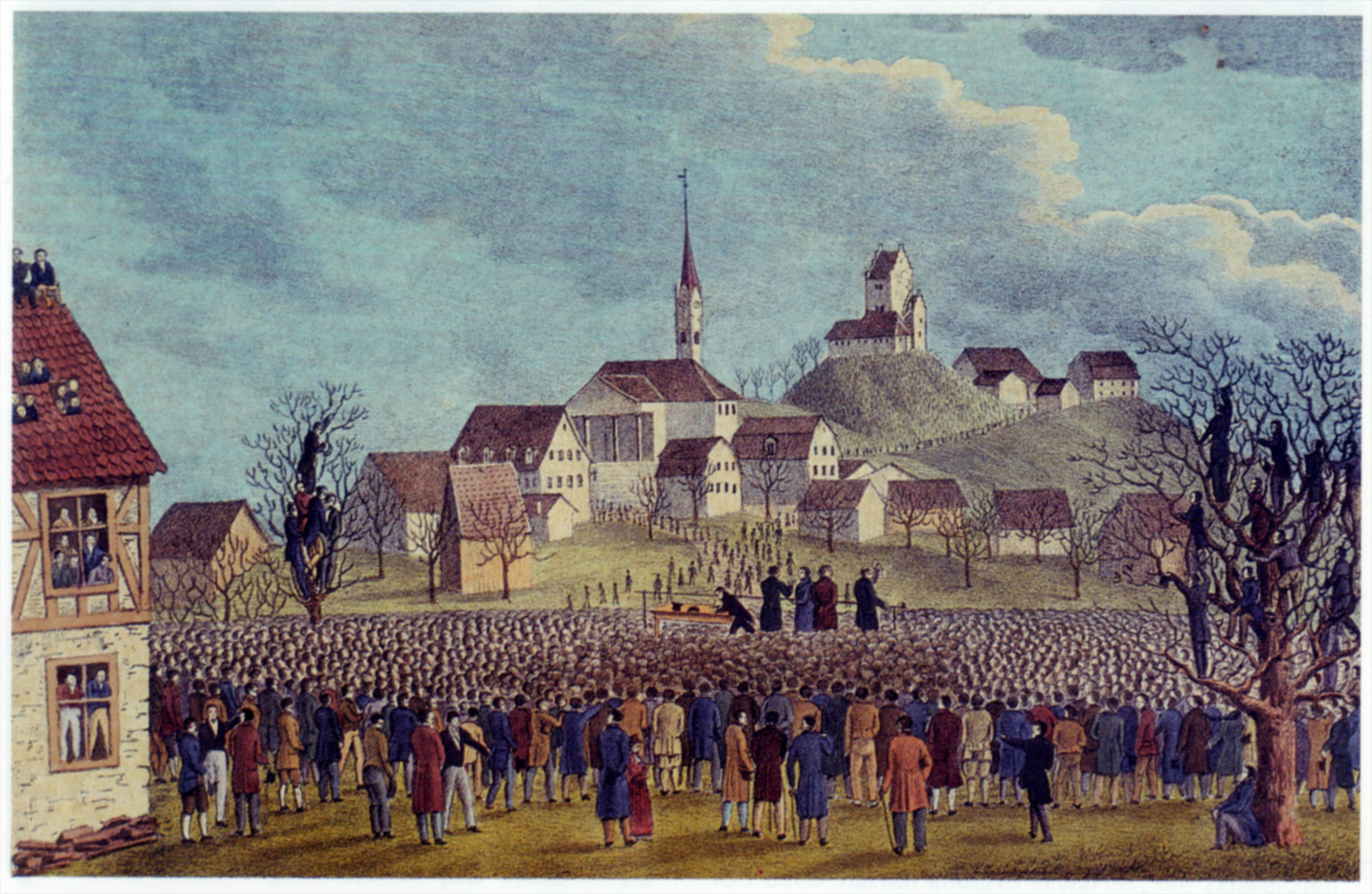

Ustertag was een bijeenkomst van tienduizend personen op 22 november 1830 in de gemeente Uster in het Zwitserse kanton Zürich. Zij eisten een nieuwe grondwet, met name de gelijkheid voor stad en platteland. Ze maakten vooral bezwaar tegen wat zij zagen als de oververtegenwoordiging van de kantonnale hoofdstad in de regering en het gebrek aan burgerinspraak.

## Achtergrond
De wetgeving en het bestuur, de Tagsatzung, van de Zwitserse Oude Eedgenootschap dateerde nog uit de middeleeuwen. De Helvetische Republiek ingevoerd door de Eerste Franse Republiek bracht het idee van vrijheid, gelijkheid en broederschap met zich mee. Zoals in de meeste Europese landen kwam na de hervormingen van de Franse Revolutie, de restauratie, terug naar het ancien régime. Het Revolutiejaar 1830 wakkerde de hervormingen weer aan, het streven naar een volksconfederatie.

## Vervolg
De eisen van de bijeenkomst, de Ustertag, ging als een lopend vuurtje door het land, deze periode wordt de Regeneratie genoemd. In 1839 vond de Züriputsch plaats. De polarisering leidde tot de Sonderbund-oorlog en uiteindelijk naar het schrijven van de nieuwe Zwitserse Grondwet in 1848.